# À travers les Flandres féminin 2017
Pour la course masculine, voir À travers les Flandres 2017.
La 6e édition d'À travers les Flandres féminin a lieu le 22 mars 2017. La course fait partie du calendrier international féminin UCI 2017 en catégorie 1.1. Elle se déroule en même temps que l'épreuve masculine. La Finlandaise Lotta Lepistö remporte la course.

## Équipes
| Équipes féminines professionnelles (20)- Alé Cipollini Galassia - Boels Dolmans - BTC City Ljubljana - Canyon-SRAM - Cervélo Bigla - Cylance Pro Cycling - Drops - Hitec Products - Lares-Waowdeals Women Cycling Team - Lensworld-Kuota - Lotto Soudal - Orica-Scott - Parkhotel Valkenburg-Destil Cycling Team - SAS-Macogep - Sport Vlaanderen-Etixx - Sunweb - VéloCONCEPT Women - Wiggle High5 - WM3 Pro Cycling - Team WNT Équipe nationale- Grande-Bretagne Équipe féminines amateur (5)- Autoglas Wetteren - Equano - Isorex - Keukens Redant - Wielerclub de sprinters Malderen |
| |

## Présentation

### Parcours
La course part de Tielt et suit un parcours de 114,4 km pour se terminer à Waregem. Le tracé commence par une longue section plate qui emmène les coureurs à l'Est de Tielt jusqu'à Waregem. Les coureurs quittent la ville et se dirige vers le sud. À Avelgem, le parcours se retourne à nouveau pour franchir la première montée : le Vieux Quaremont puis le Paterberg. Après le dernier secteur pavé plat, le Varentstraat, le parcours est tracé vers le Nord pour les trois dernières ascensions : le Tiegemberg, aussi appelé Vossenhol, l'Holstraat (nl) et le Nokereberg. Au sommet du Nokereberg, il reste environ 10 km pour rejoindre l'arrivée à Waregem.
Cinq monts sont au programme de cette édition, dont certains recouverts de pavés :
| Mont | Nom             | Km    | Revêtement | Longueur (m) | Pente moyenne | Pente maxi | Km de l'arrivée |
| ---- | --------------- | ----- | ---------- | ------------ | ------------- | ---------- | --------------- |
| 1    | Vieux Quaremont | 78,6  |            | 1 500        | 4 %           | 11,6 %     | 35,8            |
| 2    | Paterberg       | 82,4  |            | 365          | 12,9 %        | 20,3 %     | 32,0            |
| 3    | Tiegemberg      | 93,1  | asphalte   | 1 400        | 6,5 %         | 9 %        | 21,3            |
| 4    | Holstraat (nl)  | 97,5  | asphalte   | 1 000        | 5,2 %         | 12 %       | 16,9            |
| 5    | Nokereberg      | 105,0 | pavés      | 500          | 5,7 %         | 6,7 %      | 9,4             |

En plus des traditionnels monts, il y a deux secteurs pavés :
| Secteur | Nom            | Km    | Longueur (m) | Km de l'arrivée |
| ------- | -------------- | ----- | ------------ | --------------- |
| 1       | Varentstraat   | 88,2  | 2 000        | 26,2            |
| 2       | Herlegemstraat | 107,7 | 800          | 6,7             |

## Récit de la course
La première échappée est composée de Natalie van Gogh, Emilie Moberg et Caroline Haers. Elles sont reprises, mais un deuxième groupe part alors. Emilie Moberg est de nouveau présente avec Esther Van Veen et Sara Penton. Elles compte quarante secondes d'avance au kilomètre soixante-dix. Elles sont rejointes à l'approche des premiers monts. Sous l'impulsion de l'équipe Sunweb, une trentaine de coureuses se détachent en haut du vieux Quaremont. La sélection se poursuit sur les pentes du Paterberg avec vingt rescapée. Jolien D'Hoore est victime d'un ennui mécanique et est distancée. Dans le Tiegemberg, Katarzyna Niewiadoma, Soraya Paladin, Ellen van Dijk et Annemiek van Vleuten accélèrent, mais sans parvenir à creuser un écart. À l'issue de l'Holstraat, elles sont seize en tête. Hannah Barnes attaque dans le final, mais c'est bien au sprint que la victoire se joue. Lotta Lepistö se montre la plus rapide devant Gracie Elvin et Lisa Brennauer,.

## Classements

### Classement final
| \| Classement général \| Classement général \| Classement général \| Classement général \| Classement général \| \| Coureuse \| Coureuse \| Pays \| Équipe \| Temps \| \| ------------------ \| -------------------- \| ------------------ \| --------------------- \| ------------------ \| \| 1re \| Lotta Lepistö \| Finlande \| Cervélo Bigla \| 2 h 55 min 40 s \| \| 2e \| Gracie Elvin \| Australie \| Orica-Scott \| + 0 s \| \| 3e \| Lisa Brennauer \| Allemagne \| Canyon-SRAM Racing \| + 0 s \| \| 4e \| Lucinda Brand \| Pays-Bas \| Sunweb \| + 0 s \| \| 5e \| Thalita de Jong \| Pays-Bas \| Lares-Waowdeals Women \| + 0 s \| \| 6e \| Lotte Kopecky \| Belgique \| Lotto Soudal Ladies \| + 0 s \| \| 7e \| Romy Kasper \| Allemagne \| Alé Cipollini \| + 0 s \| \| 8e \| Janneke Ensing \| Pays-Bas \| Alé Cipollini \| + 0 s \| \| 9e \| Katarzyna Niewiadoma \| Pologne \| WM3 \| + 0 s \| \| 10e \| Ann-Sophie Duyck \| Belgique \| Drops \| + 2 s \| |                      |           |                       |                 |
| |                      |           |                       |                 |
| Sources : ProCyclingStats Cycling Archives |                      |           |                       |                 |
| Classement général |                      |           |                       |                 |
| Coureuse | Coureuse             | Pays      | Équipe                | Temps           |
| 1re | Lotta Lepistö        | Finlande  | Cervélo Bigla         | 2 h 55 min 40 s |
| 2e | Gracie Elvin         | Australie | Orica-Scott           | + 0 s           |
| 3e | Lisa Brennauer       | Allemagne | Canyon-SRAM Racing    | + 0 s           |
| 4e | Lucinda Brand        | Pays-Bas  | Sunweb                | + 0 s           |
| 5e | Thalita de Jong      | Pays-Bas  | Lares-Waowdeals Women | + 0 s           |
| 6e | Lotte Kopecky        | Belgique  | Lotto Soudal Ladies   | + 0 s           |
| 7e | Romy Kasper          | Allemagne | Alé Cipollini         | + 0 s           |
| 8e | Janneke Ensing       | Pays-Bas  | Alé Cipollini         | + 0 s           |
| 9e | Katarzyna Niewiadoma | Pologne   | WM3                   | + 0 s           |
| 10e | Ann-Sophie Duyck     | Belgique  | Drops                 | + 2 s           |

### Points UCI
| Position,          | 1er | 2e | 3e | 4e | 5e | 6e | 7e | 8e | 9e | 10e | 11e | 12e | 13e | 14e | 15e | 16e | 17e | 18e |
| Classement général | 80  | 60 | 45 | 35 | 30 | 25 | 21 | 18 | 15 | 12  | 10  | 8   | 6   | 5   | 4   | 3   | 2   | 1   |

## Liste des participantes
Chacune des 26 équipes se compose de 6 cyclistes, pour un nombre total de 156 participantes.